# Криштовиха
Криштовиха (Софіпольська Хвоса) — річка в Україні, у Тетіївському районі Київської області, ліва притока Молочної (басейн Дніпра).

## Опис
Довжина річки приблизно 9 км. Висота витоку над рівнем моря — 226 м, висота гирла — 181 м, падіння річки — 45 м, похил річки — 5,0 м/км. Формується з 2 безіменних струмків та 2 водойм.

## Розташування
Бере початок на північно-західній стороні від села Ненадиха. Тече переважно на північний захід через Софіпіль і в селі Галайки впадає в річку Молочну, праву притоку Росі.